# Troglotityobuthus gracilis
Genre
Espèce
Synonymes
- Babycurus gracilis Fage 1946

Troglotityobuthus gracilis, unique représentant du genre Troglotityobuthus, est une espèce de scorpions de la famille des Ananteridae.

## Distribution
Cette espèce est endémique de la région Diana à Madagascar. Elle se rencontre dans le massif d'Ankarana dans la grotte de Fanihys.

## Description
Le tronc de la femelle holotype mesure 17 mm et la queue 25 mm.

## Systématique et taxinomie
Cette espèce a été décrite sous le protonyme Babycurus gracilis par Fage en 1946. Elle est placée dans le genre Tityobuthus par Vachon en 1980 puis dans le genre Troglotityobuthus par Lourenço en 2000.

## Publications originales
- Fage, 1946 : « Complément à la faune des Arachnides de Madagascar. » Bulletin du Muséum national d’Histoire naturelle, sér. 2, vol. 18, no 3, p. 256-267 (texte intégral).
- Lourenço, 2000 : « More about the Buthoidea of Madagascar, with special references to the genus Tityobuthus Pocock (Scorpiones, Buthidae). » Revue Suisse de Zoologie, vol. 107, no 4, p. 721-736 (texte intégral).